# Roel Leenen
Roel Leenen (Venlo, 14 april 1984) is een Nederlandse voormalig handballer. Hij speelde respectievelijk voor Blerick, BFC, Sittardia en Bevo. In 2011 keerde hij samen met zijn broer, Bart Leenen, weer terug naar Blerick, als reden om op lager niveau te willen handballen.
Tevens heeft hij voor Jong Oranje en het Nederlands junioren team gespeeld.